# Циганологія

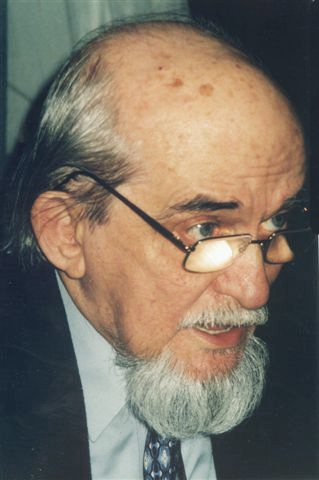
Єжи Фіцовський

Циганологія (ромознавство) (також відома як циганознавчі студії, або ромські студії) — дисципліна соціальних наук, темою якої є «роми» або, як їх іноді називають «цигани», яка розглядається з точки зору різних методологічних дисциплін (лінгвістики, етнології, культурної та соціальної антропології, історія, соціологія, демографія, політологія та ін.) У загальному сенсі це вивчення мови, історії та культури ромів.￼

## Циганологи
- Болгарія: Єлена Марушіакова, Веселін Попов, Магдалена Славкова.
- Велика Британія: Ярон Матрас.
- Ізраїль: Валерій Леонідович Новосельський.
- Канада: Рональд Лі, Ослон Михайло.
- Македонія: Круме Кепескі.
- Німеччина: Норберт Борецький, Христо Кючуков.
- Польща: Єжи Фіцовський, Лех Мруз.
- Росія: Роман Деметер, Інга Андронікова, Микола Бессонов, Віктор Шаповал, Лев Черенков, Маріанна Смирнова-Сеславінська, Георгій Цвєтков, Ілона Махотіна, Кіріл Кожанов.
- Словенія: Франц Миклошич.
- США: Ян Генкок.
- Україна: Януш Панченко, Наталія Зіневич.
- Чехія: Мілена Гюбшманнова, Міхаель Бенішек.